# Ben & Jerry's
Ben & Jerry's е американска компания, произвеждаща сладолед, замразен йогурт и сорбе. Създадена през 1978 година в Бърлингтън, Върмонт, компанията се развива от една локация до мултинационална компания. През 2000 година е закупена от конгломерата Unilever, но продължава да функционира като независима дъщерна компания.
Ben & Jerry's е известна със своите оригинални вкусове, много от които включват храни и десерти, смесени със сладолед. Някои от тези вкусове са наименувани на музиканти, комедианти и обществени личности като Джери Гарсия, Стивън Колбърт, Колин Каперник и Фиш. Компанията и двамата ѝ основатели също са известни със своя политически активизъм и застъпничество за социална справедливост. Това включва и начина, по който техните продукти са произведени, пуснати на пазара и разпространени.
Компанията е създадена от Бен Коен и Джери Грийнфилд, които са приятели от деца.